# Nuestra Belleza México 1998
Nuestra Belleza México 1998 fue la 5.ª edición del certamen Nuestra Belleza México la cual se realizó por segundo año consecutivo en el Salón Teotihuacán del Centro Internacional de Convenciones del puerto de Acapulco, Guerrero el sábado 19 de septiembre de 1998. Treinta y dos candidatas de toda la República Mexicana compitieron por el título nacional, el cual fue ganado por Silvia Salgado de Nuevo León quien compitió en Miss Universo 1999 en Trinidad y Tobago logrando colocarse dentro del Top 10. Salgado fue coronada por la Nuestra Belleza México saliente Katty Fuentes también de Nuevo León, siendo este el primer "Back to Back" en la historia del certamen, así mismo convirtiéndose en la tercera neoleonesa en ir a Miss Universo.
El título de Nuestra Belleza Mundo México 1998 fue ganado por Vilma Zamora de Guanajuato quien compitió en Miss Mundo 1998 en las islas Seychelles. Zamora fue coronada por la Nuestra Belleza Mundo México saliente Blanca Soto, convirtiéndose en la segunda guanajuatense en ir a Miss Mundo.
Semanas después de la final nacional, se hizo oficial la designación de Alejandra Morales de Jalisco rumbo al Reinado Internacional del Bambuco 1998 en Colombia. Así mismo Vilma Zamora fue designada a Señorita Continente Americano 1998 logrando colocarse como 1.ª Finalista. A finales de 1998 Silvia Slgado como parte de su preparación compitió en el Reinado Internacional del Café 1999 en Colombia. Así mismo fueron designadas Solagne Rivera de Quintana Roo rumbo a Miss Atlántico Internacional 1999, Luisa Díaz de Puebla rumbo Reina Mundial del Banano 1999, Denisse Guzmán de Colima rumbo a Miss Costa Maya International 1999 logrando obtener la corona para el país y Karla Blancarte del Distrito Federal rumbo al Reinado Internacional de las Flores 1999.

## Resultados
| Posición                          | Candidata |
| Nuestra Belleza México 1998       | - Nuevo León - Silvia Salgado |
| Nuestra Belleza Mundo México 1998 | - Guanajuato - Vilma Zamora |
| 1.ª Finalista                     | - Tabasco - Edith López |
| 2.ª Finalista                     | - Quintana Roo - Solange Rivera |
| 3.ª Finalista                     | - Puebla - Luisa Díaz |

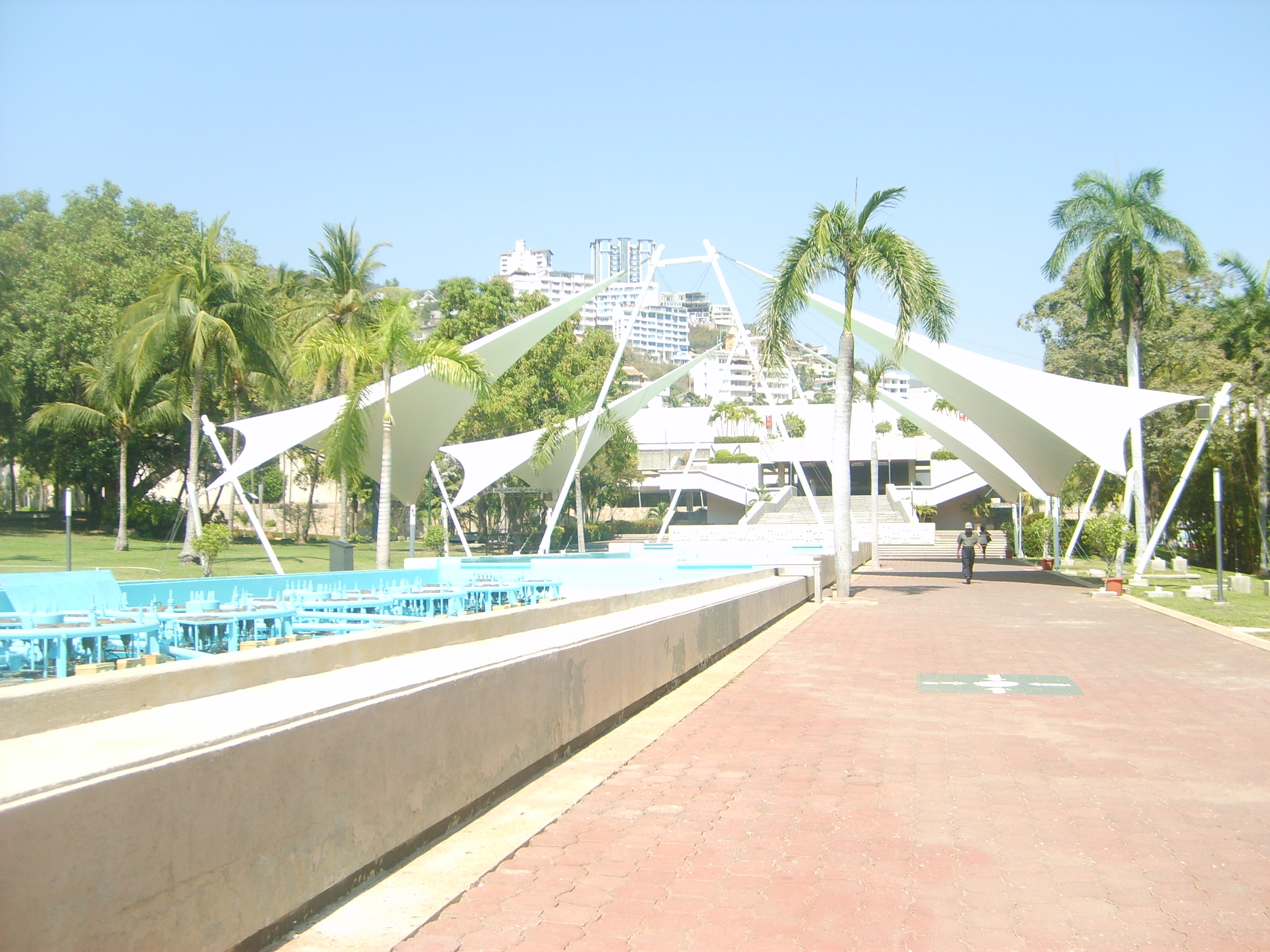
Centro Internacional de Convenciones
Recinto donde se llevó a cabo la final de Nuestra Belleza México 1998.

| Top 11                            | - Coahuila - Teresa Roldán - Chihuahua - Larissa Carrera Δ - Distrito Federal - Karla Blancarte - Jalisco - Alejandra Morales - Nayarit - Claudia González - Yucatán - Teresa Campos Δ |

- Δ Por primera y única vez en la historia del concurso hubo un empate en el décimo lugar, quedando un Top 11, los estados empatados fueron: Yucatán y Chihuahua.

## Áreas de competencia

### Final
La gala final fue transmitida en vivo a través del Canal de las Estrellas para todo México desde el Centro Internacional de Convenciones del puerto de Acapulco, Guerrero, México el sábado 19 de septiembre de 1998. La conducción del evento estuvo a cargo de Lupita Jones y Marco Antonio Regil.
El grupo de 10 semifinalistas se dio a conocer durante la competencia final después del desfile en traje de baño y traje de noche de las 32 candidatas al no haber una competencia semifinal, habiendo un empate en el décimo lugar por lo cual se pasó a un Top 11.
- Las 11 finalistas se sometieron a una ronda de comunicación, posteriormente 6 de ellas fueron eliminadas.
- Las 5 finalistas se sometieron a una pregunta final y posteriormente dieron una última pasarela, donde el panel de jueces consideró la impresión general que dejó cada una de las finalistas para votar y definir posiciones finales.

#### Jurado Final
Estos son los miembros del jurado que evaluaron a las concursantes:
- Verónica Castro - Actriz de televisión
- Andrés García - Actor de televisión
- Dayanara Torres - Miss Universo 1993 y cantante[5]
- Héctor Soberón - Actor de televisión
- Alejandra Quintero - Nuestra Belleza Mundo México 1995 e imagen del Canal de las Estrellas[6]
- José Quintero - Fotógrafo
- Carla Estrada - Productora de televisión
- Joss Claude - Estilista
- Martha Chapa - Pintora
- Luis Manuel Rodríguez - Director y productor de televisión

#### Entretenimiento
- Intermedio:  Platón interpretando "Solo por Ti"
- Intermedio: Patricia Manterola interpretando "Quiero Más"
- Intermedio: Caballo Dorado interpretando "Noches de Rock & Roll"
- Intermedio: Garibaldi interpretando "Las Mujeres Dicen"

### Premios Especiales
| Premio                    | Candidata                     |
| Nuestra Belleza Fotogenia | - Nuevo León - Silvia Salgado |
| Rostro Mary Kay           | - Nuevo León - Silvia Salgado |

## Candidatas
| Estado              | Candidata                          | Edad | Estatura | Residencia       |
| Aguascalientes      | Cecilia Colombe Gutiérrez Reyes    | 19   | 1.70     | Aguascalientes   |
| Baja California     | Aneli Lucero Barajas López         | 19   | 1.83     | Tijuana          |
| Baja California Sur | Borinquen Telles Vargas            | 19   | 1.70     | La Paz           |
| Campeche            | Kathia Patricia Villegas Heredia   | 19   | 1.78     | Campeche         |
| Chiapas             | Nubia Benicia León Montoya         | 19   | 1.68     | Tuxtla Gutiérrez |
| Chihuahua           | Larissa Carrera Aguilera           | 19   | 1.76     | Ciudad Juárez    |
| Coahuila            | Teresa Roldán Rodríguez            | 20   | 1.75     | Monclova         |
| Colima              | Denisse Zarahid Guzmán Virgen      | 19   | 1.75     | Colima           |
| Distrito Federal    | Karla Blancarte Figueroa           | 21   | 1.73     | Ciudad de México |
| Durango             | Alejandra Fernández de Castro Sosa | 19   | 1.75     | Durango          |
| Estado de México    | Karen Maya Helm                    | 20   | 1.73     | Toluca           |
| Guanajuato          | Vilma Verónica Zamora Suñol        | 19   | 1.78     | Guanajuato       |
| Guerrero            | Paulina Crofton Nadal †            | 23   | 1.81     | Acapulco         |
| Hidalgo             | Laura Gabriela Pérez Cuevas        | 18   | 1.68     | Tulancingo       |
| Jalisco             | Alejandra Morales Macias           | 19   | 1.78     | Zapopan          |
| Michoacán           | Giovanna Páramo Garduño            | 20   | 1.75     | Morelia          |
| Morelos             | Arlette Natera Martínez            | 22   | 1.68     | Cuernavaca       |
| Nayarit             | Claudia Liliana González Ramos     | 18   | 1.80     | Tepic            |
| Nuevo León          | Silvia Salgado Cavazos             | 20   | 1.75     | Monterrey        |
| Oaxaca              | Marbella López Núñez               | 22   | 1.68     | Oaxaca           |
| Puebla              | Luisa Fernanda Díaz Maldonado      | 19   | 1.69     | Puebla           |
| Querétaro           | Myriam Adaliz Domínguez Yemez      | 22   | 1.69     | Querétaro        |
| Quintana Roo        | Solange Rivera Astudillo           | 21   | 1.70     | Chetumal         |
| San Luis Potosí     | María Cristina Ramírez Portales    | 21   | 1.72     | San Luis Potosí  |
| Sinaloa             | Kathya Berenice Morales Luna       | 23   | 1.78     | Mazatlán         |
| Sonora              | Lina Mercedes Samaniego Jiménez    | 18   | 1.68     | Agua Prieta      |
| Tabasco             | Edith López Vidaurri               | 22   | 1.75     | Villahermosa     |
| Tamaulipas          | Nayma Karina Balquiarena Pérez     | 18   | 1.69     | Ciudad Victoria  |
| Tlaxcala            | Fabiola Sánchez Wade               | 21   | 1.68     | Tlaxcala         |
| Veracruz            | Maribel Rodríguez Gasca            | 18   | 1.70     | Córdoba          |
| Yucatán             | María Teresa Campos Ríos           | 20   | 1.77     | Mérida           |
| Zacatecas           | Claudia Susana Landeros Botello    | 21   | 1.72     | Jerez            |

## Crossovers
| Miss Universo - 1999: Nuevo León - Silvia Salgado (Top 10) Miss Mundo - 1998: Guanajuato - Vilma Zamora Miss Atlántico Internacional - 1999: Quintana Roo - Solagne Rivera Miss Friendship of the World - 1999: Chihuahua - Larissa Carrera Reina Mundial del Banano - 1999: Puebla - Luisa Díaz Reinado Internacional del Café - 1999: Nuevo León - Silvia Salgado Miss Costa Maya International - 1999: Colima - Denisse Guzmán (Ganadora) | Reinado Internacional del Bambuco - 1998: Jalisco - Alejandra Morales Reinado Internacional de las Flores - 2000: Guanajuato - Vilma Zamora - 1999: Distrito Federal - Karla Blancarte Señorita Continente Americano - 1998: Guanajuato - Vilma Zamora (2ª Finalista) Nuestra Belleza Nuevo León - 1997: Nuevo León - Silvia Salgado Reina del Carnaval de Mazatlán - 1992: Sinaloa - Kathya Morales (Ganadora) Reina de la Feria de Jerez - 1998: Zacatecas - Claudia Landeros (Princesa) |